# Rio Tigre

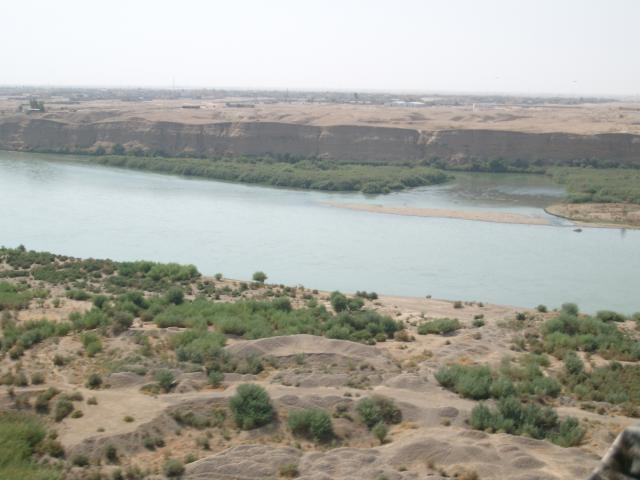
O rio Tigre perto de Moçul

O rio Tigre ou Tígris (em árabe دجلة, Dijla, em turco: Dicle; na Bíblia Hiddekel) é o mais oriental dos dois grandes cursos de água que delineiam a Mesopotâmia, junto com o Eufrates, que corre desde as montanhas de Anatólia através do Iraque. De fato, o nome "Mesopotâmia" significa terra entre os rios.
O Tigre tem 1 900 km de extensão. Nasce nos montes Tauro da Turquia oriental e corre geralmente para sudeste até unir-se ao rio Eufrates, próximo a Al Qurna no sul do Iraque. Os dois rios formam o canal de Xatalárabe, que desemboca no golfo Pérsico. Neste rio desembocam muitos afluentes, como o Diala e o Grande e Pequeno Zabe.
Bagdá, a capital iraquiana, situa-se na margem oeste do Tigre,  enquanto que a cidade portuária de Baçorá localiza-se junto ao rio Xatalárabe. Na antiguidade, muitas das grandes cidade da Mesopotâmia situavam-se junto a algum desses dois rios, ou pelo menos próximas a eles, aproveitando suas águas para irrigar a civilização suméria. Entre as cidades mais importantes do Tigre encontravam-se Nínive, Ctesifonte e Selêucia, enquanto que a cidade de Lagas estava irrigada pela água do Tigre através de um canal construído em 2 400 a.C. Ticrite também se encontra junto ao rio, tanto que seu nome está baseado no do próprio rio.
Ele é um dos chamados Quatro Rios do Paraíso resultantes da divisão do rio sagrado que passava pelo Jardim do Éden, sendo os demais o Pisom, o Giom e o Eufrates.
Forma, ao longo de cerca de 4 km, parte da fronteira Iraque-Síria, imediatamente a sul da tríplice fronteira Iraque-Síria-Turquia. A norte deste ponto define a fronteira Síria-Turquia, até à cidade de Cizre.
Entre as muitas cidades que banha estão Cizre (Turquia), Moçul, Ticrite, Samarra e Bagdade (Iraque).

## Curso
O rio nasce a cerca de 17 quilômetros ao norte de Lice, na Turquia, na província de Diarbaquir como o Rio Kara. Nos próximos 52 quilômetros, ele definirá a fronteira com a província de Bingol, até que o rio se curva em direção ao sul onde se encontrará o rio Madene e formará o Rio Tigre, 35 quilômetros a norte da cidade de Diarbaquir, onde o rio cruzará a parte oriental da mesma. Diarbaquir é a maior cidade turca que passa pelo rio. A 68 quilômetros de Diarbaquir, o Tigre encontra o rio Batmane perto da cidade de Batmane, na província de Batmane. E perto da cidade de Cizre, o rio passa pela fronteira com a Síria, e chega no Iraque, saindo de território turco.
Já no Iraque, perto de Dohuk, logo nos primeiros quilômetros, o rio é represado, sendo um dos principais corpos d'água do país. A represa tem 60 quilômetros de comprimento, e depois de seu fim na barragem de Moçul, passa por Tal Zahib e mais outras cidades na província de Ninawa, e é assim por quase todo o resto do trajeto do rio. De modo geral, o rio é usado como fonte de energia (usinas hidroelétricas) e comida (agricultura marginal e pesca) portanto, a população iraquiana se concentra nas margens do rio há mais de milênios. Entre as grandes cidades do Iraque localizadas no Rio Tigre, estão, de cima para baixo: Moçul, Ticrite, Bagdá, Kut, Amara, e no Xatalárabe, Baçorá. Um pouco antes da última, o rio encontra o Eufrates e forma o Rio Xaralarábe. Não muitos quilômetros depois, o rio deságua na fronteira Irã-Iraque, no Golfo Pérsico.